# 1882 na ciência

## Eventos
- Isolamento do elemento químico Césio[1][2]

## Nascimentos
| Data      | Nome           | Profissão            | Nacionalidade                                     | Observações                                     | Ref         |
| --------- | -------------- | -------------------- | ------------------------------------------------- | ----------------------------------------------- | ----------- |
| 5 de maio | Douglas Mawson | explorador e geólogo | Reino Unido da Grã-Bretanha e Irlanda · Austrália | m. 1958 Medalha Bigsby 1919 Medalha Clarke 1936 | [ 3 ] [ 4 ] |

## Mortes
| Data        | Nome           | Profissão   | Nacionalidade                         | Observações                                                          | Ref               |
| ----------- | -------------- | ----------- | ------------------------------------- | -------------------------------------------------------------------- | ----------------- |
| 19 de abril | Charles Darwin | naturalista | Reino Unido da Grã-Bretanha e Irlanda | n. 1809 Medalha Real 1853 Medalha Wollaston 1859 Medalha Copley 1864 | [ 5 ] [ 6 ] [ 7 ] |

## Prémios
Medalha Copley
- Arthur Cayley[7]